# Die Deutsche Bühne
Die Deutsche Bühne ist die älteste deutsche Theaterzeitschrift und berichtet über die Sparten Schauspiel, Musiktheater und Tanz. Sie erschien unter diesem Titel erstmals 1909. Herausgeber ist der Deutsche Bühnenverein. Die Redaktion besteht aus Detlev Baur und Ulrike Kolter (gemeinsame Chefredaktion) sowie den Redakteuren Andreas Falentin, Miguel Schneider und der Redakteurin Martina Jacobi.
Die Zeitschrift erscheint sechsmal im Jahr beim Verlag SP Medienservice in Köln. Die Auflage umfasst 10.000 Exemplare. Die Deutsche Bühne ist im Shop des Verlages erhältlich und kann abonniert werden.
Ein Ableger der Deutschen Bühne ist das Jugend-Theatermagazin junge bühne, das 2007 erstmals erschien. Die kostenlose Zeitschrift richtet sich an Zuschauer und Aktive ab 14 Jahre und erscheint jedes Jahr im September.
Einmal jährlich nach Ende der Theaterspielzeit veröffentlicht Die Deutsche Bühne ihre Kritikerumfrage, bei der alle Sparten des deutschsprachigen Gegenwarts-Theaters umfasst werden: Schauspiel, Oper, Tanz und „experimentelle Formen“. 59 Autoren der Fachzeitschrift beteiligten sich 2020. Sie wählten als „überzeugendste Gesamtleistung“ die Münchner Kammerspiele unter dem scheidenden Intendanten Matthias Lilienthal. Als „überzeugendste“ Theaterarbeit „abseits der großen Zentren“ galt 2020 das Landestheater Schwaben Memmingen unter Kathrin Mädler. Den „herausragenden Regiebeitrag zur aktuellen Entwicklung des Schauspiels“ lieferte nach Ansicht der Kritiker Johan Simons mit Hamlet beim Schauspielhaus Bochum. In der neuen Rubrik „Format im Shutdown“ wurde das Streaming-Programm der Berliner Schaubühne als hervorragend angesehen.

## Themen
Berichte aus den deutschen Stadt- und Staatstheatern, Rezensionen neuer Inszenierungen, Berichte und Trends. Da die Zeitschrift vom Deutschen Bühnenverein herausgegeben wird, konzentriert sich die Berichterstattung im Wesentlichen auf Mitgliedstheater des Bühnenvereins.